# Pinkglow
Pinkglow, còn được gọi là dứa hồng hay dứa ruột hồng là giống dứa biến đổi gen thuộc chi Dứa, họ Dứa có nguồn gốc từ Costa Rica, Trung Mỹ. Tên chính thức của giống là Pinkglow®. Dứa hồng được phát triển và trồng thương mại bởi nhà sản xuất và phân phối trái cây và rau quả tươi Del Monte Foods.

## Mô tả

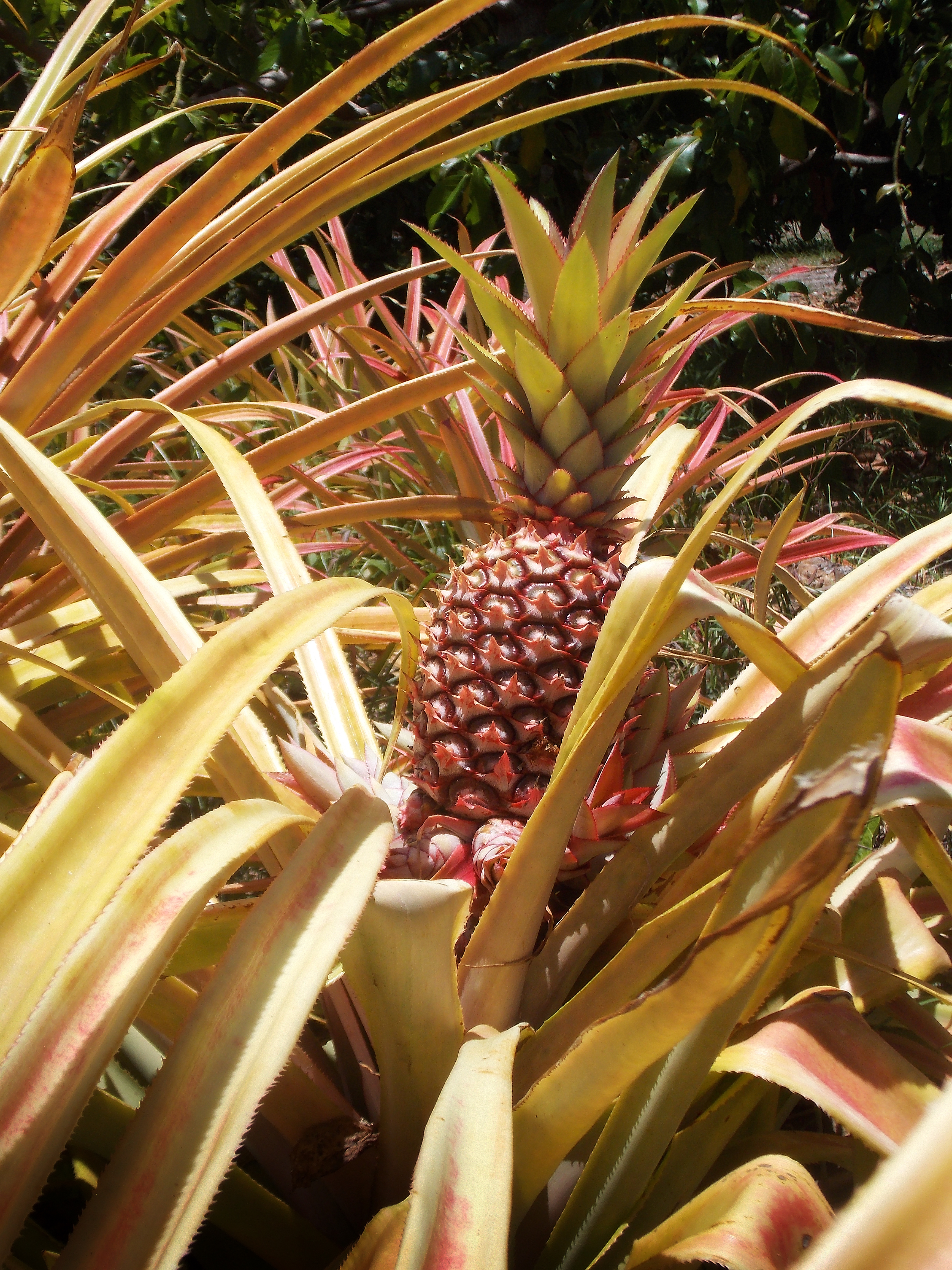
Một quả dứa hồng

Đây là loại dứa có ruột hồng, hương vị được xem là ngọt hơn dứa vàng thông thường, và ít chua. Chúng được lai tạo từ dứa The Red Spanish (Piña Española Roja) và dứa Sugarloaf. Lá của chúng có một chút màu hồng. Hoa có màu từ hồng tới đỏ.
Chúng được phát triển vào năm 2005, quá trình phát triển giống đã giảm sắc tố vàng của beta carotene và làm tăng sắc tố màu hồng của lycopene có chứa sẵn trong quả.
Một số khu vực ở Costa Rica có điều kiện khí hậu và thổ nhưỡng thuận lợi để trồng loại dứa này.

## Thương mại
Năm 2016, Cục quản lý Thực phẩm và Dược phẩm Hoa Kỳ đã phê duyệt giống dứa này. Del Monte Foods nắm bản quyền trí tuệ giống dứa này và là nhà kinh doanh độc quyền. Việc độc quyền được cấp sau các cam kết tuân thủ bao gồm đăng ký sở hữu trí tuệ, giấy phép sản xuất và xuất khẩu, và các biện pháp an toàn sinh học.
Năm 2020, dứa hồng chính thức đưa vào thương mại. Chúng đã được bán trên khắp Hoa Kỳ và Canada, các nhà bán lẻ và siêu thị hoa quả phân phối chúng có Baldor Foods, Umamicart, Tropical Fruit Box, Wegmans. Dứa hồng có giá 10 USD, đắt gấp 2 lần giá của dứa thường. Giá bán online của nó đã lên mức 49 USD vào tháng 10 năm 2020.
Năm 2021, theo Michael Calderon, đại sứ thương mại của Fresh Del Monte cho biết, dứa hồng đã được bán độc quyền tại Qatar, Các Tiểu vương quốc Ả Rập Thống nhất, Ả Rập Xê Út, Hồng Kông.
Vào giữa năm 2023, chính quyền Costa Rica đã xử phạt việc trồng dứa hồng trái phép tại vùng Huetar Norte. Fresh Del Monte cũng phát hiện việc trồng và tiếp thị sản phẩm giống dứa hồng ở các nước khác Ecuador, Brasil và các nước Trung Mỹ, điều này gây ra thiệt hại kinh tế, công ty đã tiến hành các cơ sở pháp lý để kiện tụng. Trước đó, vào năm 2022, dứa hồng được phát hiện bán ở Thái Lan. Do là đất nước có chính sách nông nghiệp cấm biến đổi gen nghiêm ngặt, việc buôn lậu dứa hồng bị cấm và án tù là 1 năm hoặc phạt tiền 20.000 baht.